# Rino Micheli
Rino Micheli (fl. XX secolo) è stato un calciatore italiano, di ruolo difensore.

## Carriera
Disputa 5 gare con il Bologna nel campionato di Prima Divisione 1922-1923.